# Nepenthes nigra
Nepenthes nigra är en tvåhjärtbladig växtart som beskrevs av Nerz, Wistuba, Chi. C. Lee, Bourke, U. Zimm. och S. Mcpherson. Nepenthes nigra ingår i släktet Nepenthes och familjen Nepenthaceae. Inga underarter finns listade i Catalogue of Life.

## Bildgalleri

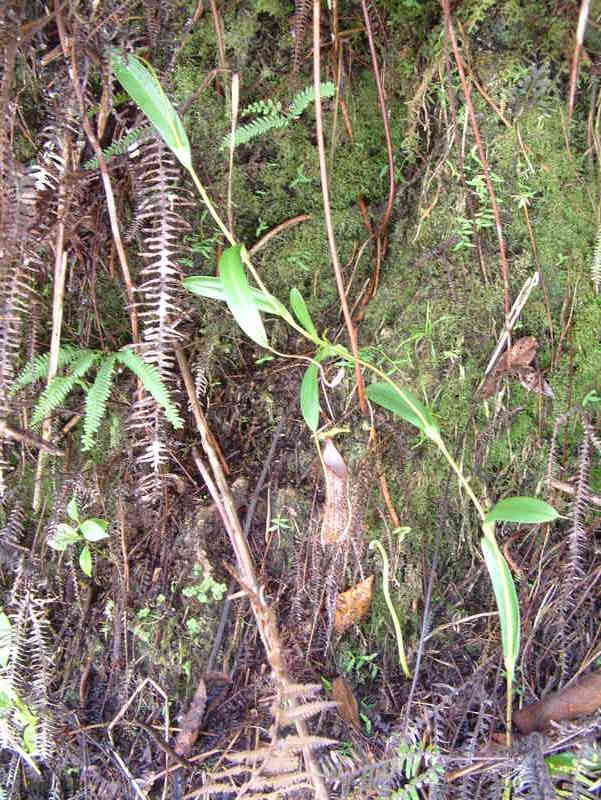
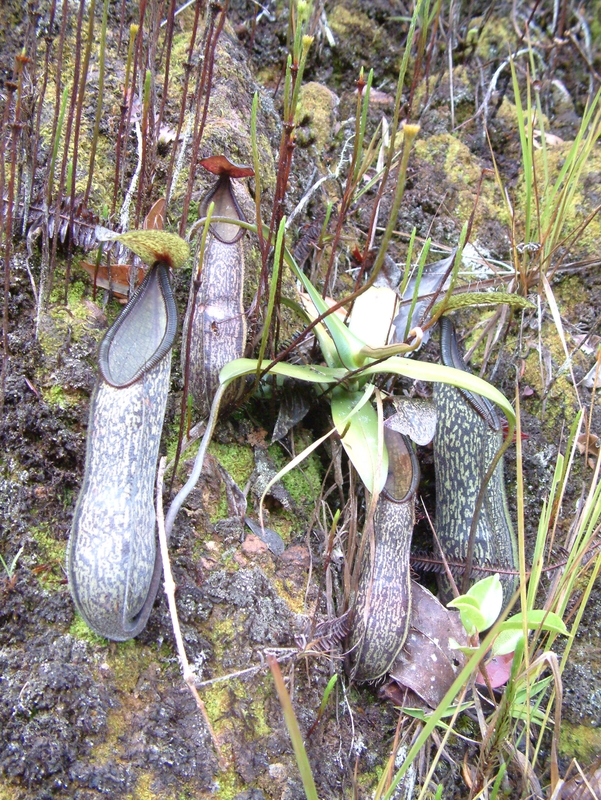
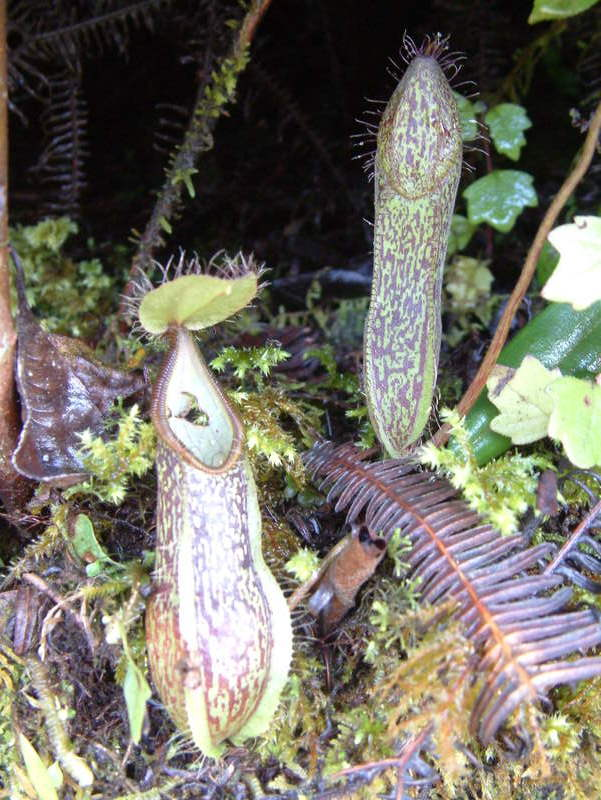
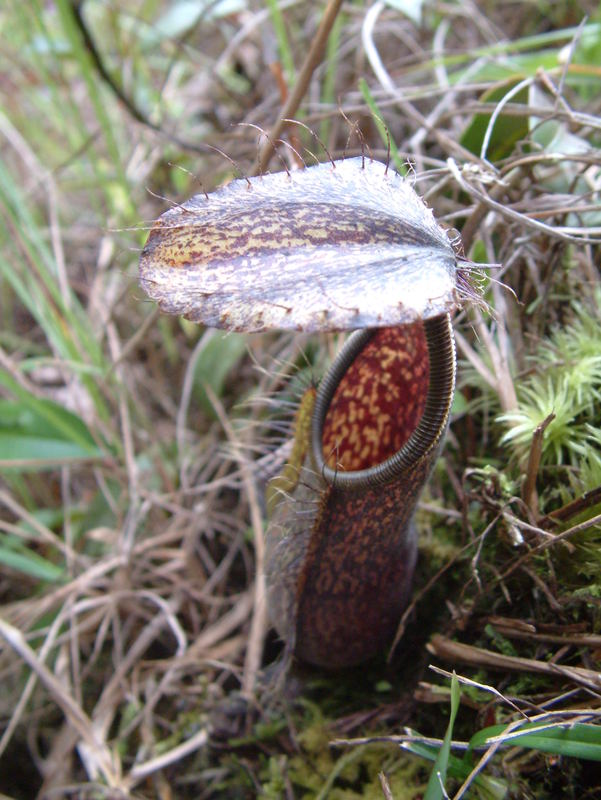
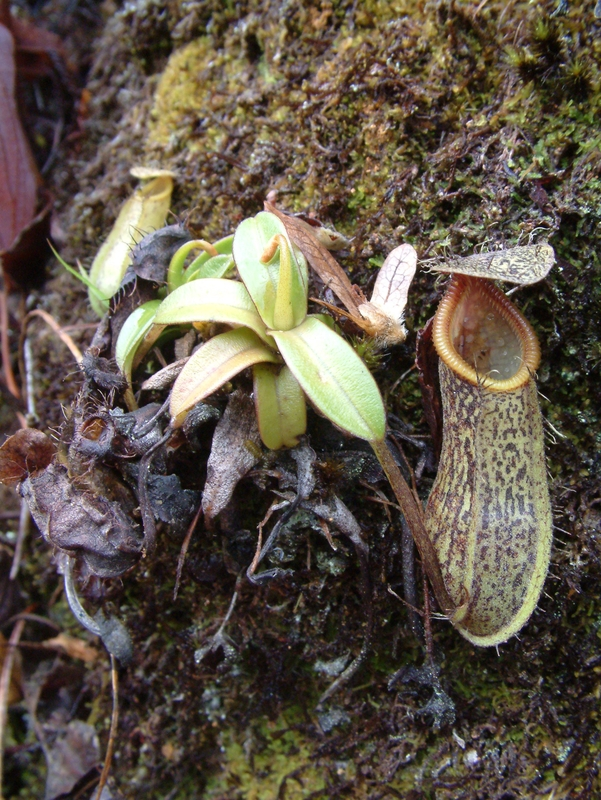
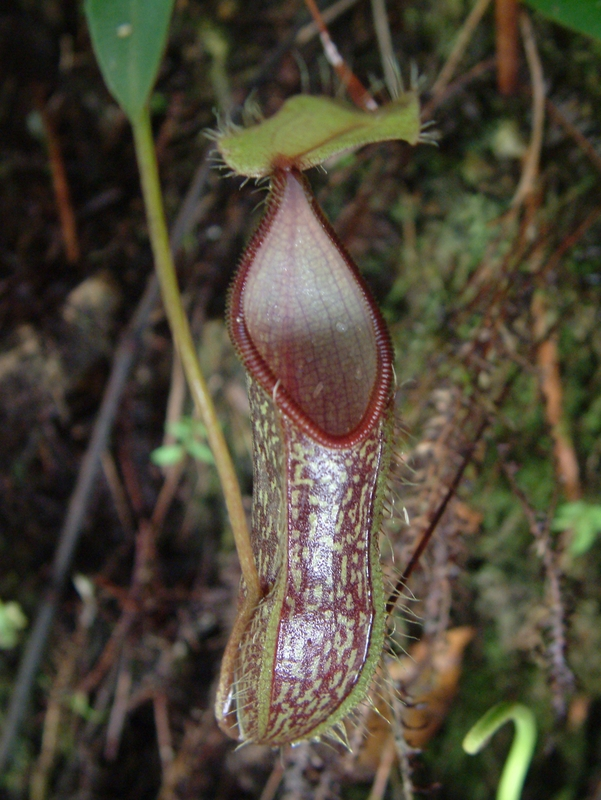